# آپاما
اَپامَه (یونانی باستان: Ἀπάμα)، که گاهی با نام اپامهٔ یکم نیز نامیده می‌شود، همسر نخستین فرمانروای سلوکیان، سلوکوس یکم بود که در سال ۳۲۴ پیش از میلاد در شوش به ازدواج او درآمد. براساس منابع باستانی، اپامه دختر فرمانروای سغد، اسپنتمان بود.
در رابطه با اپامه همهٔ پژ>هشگران به این نتیجه رسیده‌اند که آرتاباز پسر فارناباز از همسر درباری وی، اپامه بوده که در سال ۳۸۸ با او ازدواج کرده‌است. اما تنها مدرک قدیمی بجایمانده در اینباره این جملهٔ مبهم است که در داستان شخص اسکندر گفته شده‌است:
از او اخلاف سلطنتی بود …
این گفته بیان کنندهٔ پسری نا مشروع از دختر آرتاباز به نام بارسین می‌باشد امکان این امر وجود دارد که این داستان بعد از مرگ اسکندر عنوان شده باشدکه برخی از سردارانش مدعی تاج و تخت بودند.
گفته می‌شود که فارناباز پسری داشت بنام پاراپیت که در سال ۳۹۵ هنوز به سن بلوغ خود نرسیده بود که پس از سال ۳۸۸ از کشورش رانده و به اسپارت فرار کرد.
فارناباز که شخصی جاه‌طلب بود این احتمال وجود دارد این پسر را در دربار و در سال‌های اولیهٔ ازدواج او با شاهدخت اپامه پرورش داده بود که او را دوست نمی‌داشت که هم چنین منابع موجود برای شناختن این موضوع کامل نیست.